# Subsecretaría de Universidades (España)
La Subsecretaría de Universidades fue la Subsecretaría del Ministerio de Universidades. Como tal, ejercía la representación ordinaria del Ministerio, se encargaba de las relaciones institucionales del departamento con organismos y entidades de carácter público y privado, y brindaba apoyo al ministro y a los órganos directivos del Departamento en la planificación y coordinación de la actividad del Ministerio a través del correspondiente asesoramiento técnico.
Entre sus funciones técnicas se encontraban las de elaborar y coordinar los planes generales del departamento en materia normativa, de política presupuestaria, de personal y retributiva, de patrimonio, inmuebles e infraestructuras, de tecnologías de la información y comunicaciones, de programación económica y de control presupuestario; impulsar, coordinar, apoyar y supervisar las actividades de elaboración de disposiciones generales del departamento, así como las gestiones relacionadas con su publicación; y asumir la dirección, impulso y gestión de las funciones relativas a la tramitación de los asuntos del Consejo de Ministros, de las Comisiones Delegadas del Gobierno, en su caso, y de la Comisión General de Secretarios de Estado y Subsecretarios.
Asimismo, asumió todas las relaciones del Departamento con los órganos jurisdiccionales, con los demás departamentos de la Administración General del Estado, con los Delegados y Subdelegados del Gobierno y con los restantes órganos de la Administración Periférica del Estado; las funciones de inspección y control de los servicios del departamento; la coordinación de las actuaciones del departamento en materia de igualdad de género, incluido el ejercicio de las funciones de Unidad de Igualdad del Ministerio; y las funciones propias como Autoridad Nacional vinculadas al Programa Erasmus+.

## Origen
Se trató de una subsecretaría creada para asistir a un Departamento con competencias únicas en universidades, lo cual fue una novedad, siendo creada por Real Decreto de 15 de enero de 2020, si bien ya en 1979 existió una Subsecretaría de Universidades e Innovación, liderada entonces por Manuel Cobo del Rosal, que se trata del origen de la Subsecretaría de Ciencia. Se suprimió por Real Decreto de 22 de noviembre de 2023, reintegrándose sus funciones y órganos en la Subsecretaría del Ministerio de Ciencia.

## Estructura
La Subsecretaría se estructuró a través de los siguientes órganos directivos:
- La Secretaría General Técnica.
- El Gabinete Técnico.
- La Subdirección General de Gestión Económica, Oficina Presupuestaria y Asuntos Generales.
- La Subdirección General de Personal e Inspección de Servicios.
- La División de Tecnologías de la Información y la Comunicación.

Se adscribieron a la Subsecretaría:
- La Abogacía del Estado en el Departamento.
- La Intervención Delegada de la Intervención General de la Administración del Estado en el departamento.

## Subsecretarios
- Luis Cerdán Ortiz-Quintana (18 de enero de 2020-2 de febrero de 2022)[6]
- Markus González Beilfuss (2 de febrero de 2022-29 de noviembre de 2023)[7][8]